# Janusz Różewicz
Janusz Różewicz, pseudonim „Gustaw”, „Zbyszek” (ur. 25 maja 1918 w Osjakowie, zm. 7 listopada 1944 w Łodzi) – polski poeta, podporucznik Armii Krajowej. 
Janusz Różewicz był starszym bratem Tadeusza i Stanisława. Podczas II wojny światowej służył w wywiadzie Armii Krajowej (Okręg Łódź). 10 czerwca 1944 aresztowany przez łódzkie Gestapo jako podejrzany o „illegale Betätigen” (nielegalna działalność; wspólnie z Henrykiem Rzepkowskim) i osadzony w więzieniu policyjnym przy ul. S. Sterlinga 16 (podówczas Robert-Koch-Str.; de facto było to również więzienie Gestapo). Stracony 7 listopada 1944 w trwającej wówczas akcji likwidacji członków AK i AL, przetrzymywanych w tym więzieniu. Rozstrzeliwań dokonywano na cmentarzu żydowskim przy ul. Brackiej. Ciała wszystkich straconych zakopano tamże w zbiorowej mogile. Po wojnie ciała ekshumowano i uroczyście pochowano na cmentarzu pw. św. Rocha przy ul. Zgierskiej 141 w Łodzi.
W 2004  ukazał się tom wierszy, prozy, listów Janusza Różewicza Nasz starszy brat, opracowany przez Tadeusza Różewicza (Utwory zebrane, t. XII, Wydawnictwo Dolnośląskie, Wrocław 2004 ISBN 978-83-7384-159-8).
W 2014 grupa muzyczna Dagadana wydała album „List do ciebie”. Teksty utworów to wiersze Janusza Różewicza.